# Карл-Нильсен, Анна Мари
А́нна Мари́ Карл-Ни́льсен  (дат. Anne Marie Carl-Nielsen; 21 июня 1863 года, Южный Стендеруп, Кольдинг, Дания — 21 февраля 1945 года, Копенгаген) — датский скульптор. Её любимые темы — домашние животные и люди, с натуралистичными прорисовками движений и настроений. Она также изображает темы из скандинавской мифологии. Была "одной из первых женщин — скульпторов, " законодательницей мод " в датском искусстве. Анна Мари Карл-Нильсен была замужем за выдающимся датским композитором Карлом Нильсеном.

## Биография
Анна Мария родилась в Южном Стендерупе, недалеко от города Колдинга. Её отец, Пауль Юлиус Бродерсен до покупки фермы в этой местности, служил в немецкой армии, в полку драгун. Он женился на Фредерикке Иоганне Кирстен Гюллинг (Friderikke Kirstine), которая была его экономкой. Бродерсены были успешными фермерами. Они были одними из первых, кто стал завозить в Данию для разведения скот непосредственно из Англии.
Анна Мари выросла на сельской ферме и с раннего возраста была знакома с земледелием и животноводством. Любовь к животным, особенно к лошадям, стала позже ключевой темой в её творчества. Первой работой будущего скульптора была маленькая овечка, сделанная из глины, найденной в саду фермы, датирована 1875 годом.
В 1881 году Анна-Мария поехала в Шлезвиг, где в течение года изучала резьбу по дереву у немецкого художника Кристиана Карла Магнуссена в его Школе резьбы. В 1884 году она впервые выставлялась в выставочном зале города Шарлоттенборга на весенней художественной выставке. Ей была присуждена первая премия в 1887 году за фонтанную группу «Thor with the Midgard Serpent».
В 1889 году она была награждена стипендией от школы искусств для женщин (Kunstskolen for Kvinder). Позже она совершила поездку в Нидерланды, Бельгию и Париж, где участвовала на Всемирной выставке 1889 года, с двумя фигурками телят, завоевав бронзовую медаль.
2 марта 1891 в Париже Мари встретила датского композитора Карла Нильсена. Они поженились 10 мая этого же года в англиканской церкви Святого Марка во Флоренции, куда приехали, решив вместе посетить Италию перед возвращением в Данию. Анна Мари взяла фамилию Карл-Нильсен. Их первая дочь родилась 9 декабря.

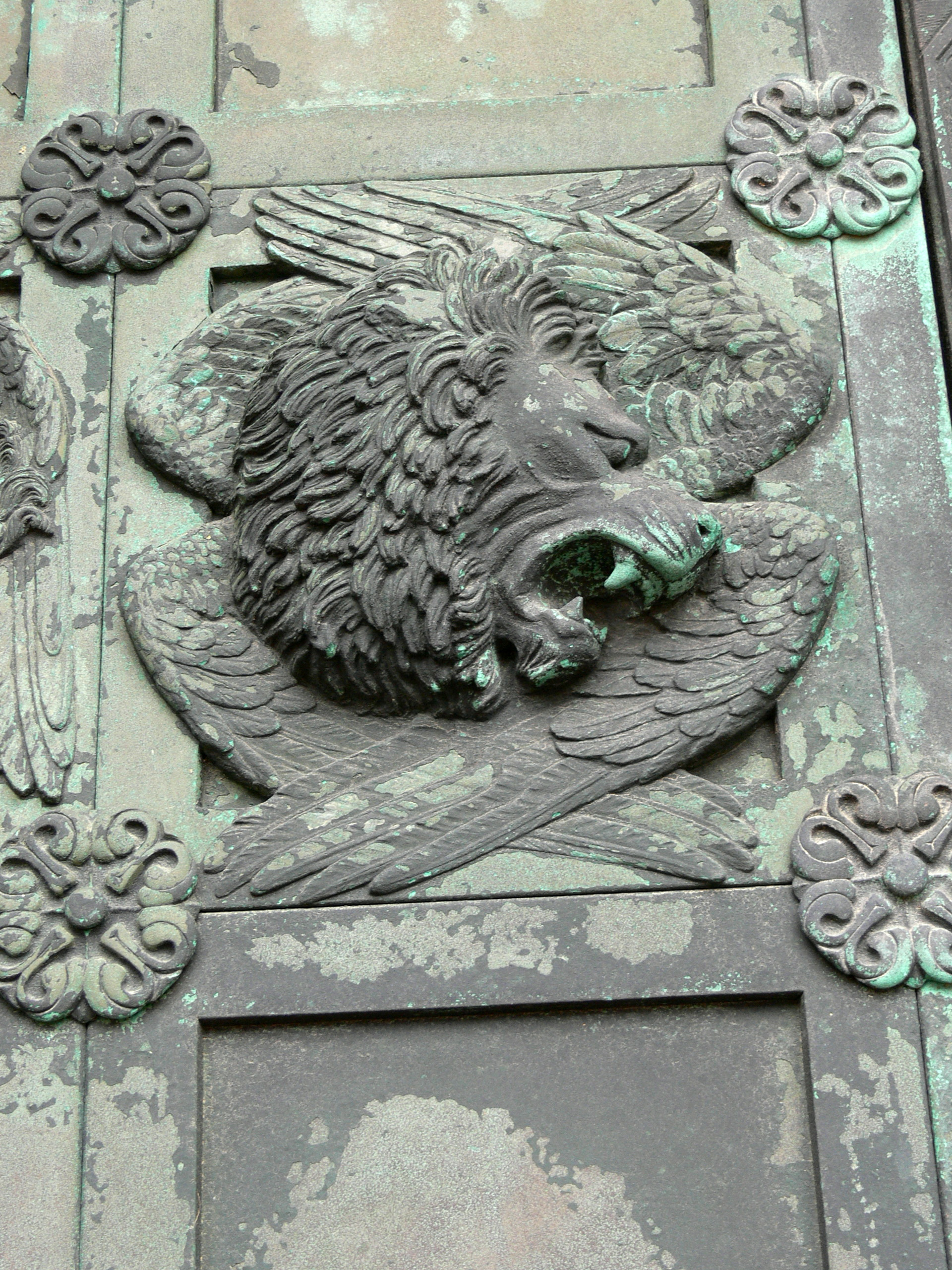
Лев на дверях собора Рибе

## Признание
В 1892 году Анна Мари Карл-Нильсен участвовала в художественной выставке Den Frie Udstilling в Копенгагене. Она стала постоянным её членом с 1893 года. Её вторая дочь Анна Мари Фредерик Нильсен (Anne Marie Frederikke Nielsen) и сын Ханс Берге Нильсен (Hans Børge Nielsen) родились соответственно 4 марта 1893 года и 5 сентября 1895 года. Отец Анны умер 14 сентября 1899 года.
В 1903 году Анна Мари путешествует с мужем в Афинах и Константинополе.
В 1904 году Анна Мари создала три двери собора Рибе (Ribe Domkirke). В 1904 году умерла её мать. В 1907 году Анна Мари Карл-Нильсен разделила первую премию в конкурсе на памятник врачу Нильсу Финсен Рюбергу.
С её участием в 1908 году была создана конная статую короля Христиана IX в Копенгагене. В 1912—1914 годах Анна Мари была членом Академии изящных искусств в (Kunstakademiets pleanrforsamling). Она также создала памятник Королеве Дагмар (Dronning Dagmar-monumentet) (Ribe Slotsbanke) в 1913 году.
В 1916 году с её участием было основано Общество женщин-художниц (Kvindelinge Kunstneres Samfund)
Её муж умер 3 октября 1931 года. Анна Мари выполнила в его честь две скульптуры: Мальчик играет на деревянной флейте (1933) и Молодой человек с Бескрылым Пегасом (1939) в Копенгагене. Скульптура Мальчик играет на деревянной флейте была установлена на родине мужа в Nørre Lyndelse.
Анна Мария Карл-Нильсен скончалась 21 февраля 1945 года. Её похороны проходили в соборе Копенгагена. Могила находится на Западном кладбище Копенгагена рядом с могилой её мужа.